# Битка при Молвиц
Битката при Молвиц (на немски: Mollwitz) е първото сражение от Войната за австрийското наследство, състояло се на 10 април 1741 г. между армиите на Прусия и Австрия. От едната страна е реформираната пруска армия от 21 000 души, командвана от младия крал Фридрих ІІ и фелдмаршал Курт фон Шверин, а от друга 20 000 австрийци начело с фелдмаршал Вилхелм фон Найперг. Резултатът е трудна пруска победа, но така използвана от Фридрих ІІ, че изглежда като убедителен успех.

## Ситуация преди битката
С нападението срещу Австрия през декември 1740 г. Фридрих ІІ започва както Първата силезийска война, така и по-голямата Война за австрийското наследство. В този момент никой не е очаквал, че Кралство Прусия (наследник на старото курфюрство Бранденбург) е способно на подобна дръзка и мащабна акция. При управлението на Фридрих Вилхелм І (1713 – 1740) обаче е извършена основна реформа в армията и особено в пехотата. Всяко петаче от доходите на държавата е било влагано в нея и тя достига впечатляващия брой 80 000 войници. Сега Фридрих се оказва отличният човек да използва тази готова сила за завладяването на Силезия. Именно Силезия е театър на първите военни действия – богата на природни ресурси област по течението на река Одер, желана от най-различни държави. Прусаците бързо завземат столицата Бреслау и други важни градове, само три крепости – Глогау, Брийг и Найсе се съпротивляват. Те са обсадени, а армията се установява край Олау за зимен лагер.
В това време Мария Терезия трябва да се справя с тежки вътрешни проблеми: неефективна администрация, слаба събираемост на данъците и армия в недобро състояние. Въпреки големия си потенциал, хабсбургските владения разполагат с по-малко войска от пруския си съперник. Кралицата трябва да посети унгарските си поданици, за да измоли от тях финансова и военна подкрепа. Едва през пролетта на 1741 г. тя успява да изпрати 20 000 души към Силезия, за да се справят с нашественика. Начело е поставен старият и опитен фелдмаршал Найперг – „смел и педантичен войник от старата школа“. Той преминава Судетите и напредва към лагера на Фридрих от юг.

## Ход на сражението
Битката се състои в Горна Силезия, край селото Молвиц, което днес се нарича Малюйовице (Полша). Найперг избира широко, сковано от сняг и лед поле, на което силната му конница да може да действа свободно. Срещу нея прусаците имат далеч по-малко конници и това е слабото им място. Те обаче имат огромно превъзходство в артилерията – 60 оръдия срещу само 18 австрийски. Именно с тях Фридрих и Шверин започват битката. Обстрелът на австрийските позиции обаче не е ефективен и конницата напредва добре. Тя напада и отблъсква пруската конница, разположена вдясно. В крайна сметка се появява възможност пруската армия да се окаже обградена. В тази ситуация младият крал изпада в паника, обграден от хаотична маса от коне и изгубва контрол над битката. Опитният Шверин настойчиво го съветва да напусне бойното поле, така че Фридрих всъщност пропуска останалата част. Известно време дори той е убеден, че всичко е изгубено. Този епизод дава основание да се твърди, че австрийците са били на крачка от това да спечелят сражението.
Когато обаче те нападат пехотата в гръб, я намират подредена срещу тях и в отлични позиции да ги обстрелва с мускетите си. Пет пъти австрийците атакуват и пет пъти са отблъснати със значителни жертви. Едно въведение в пруската армия позволява по-бързата стрелба, която постигат войниците – железни шомполи (за натъпкване на барута в цевите) вместо масово използваните дървени. След като удържа на атаките, пехотата тръгва напред, причинявайки още повече загуби сред противника. Цялата войска на Найперг се огъва и е изтласкана. Под прикритието на нощта тя се изтегля в добър ред, давайки между 4500 и 5000 убити, ранени и пленени, докато загубите на прусаците са наполовина.

## Последици
Сражението прави голямо впечатление в Европа и това, което всички са смятали за лудост, придобива смисъл. „Една австрийска победа щеше да прогони Фридрих от Силезия и да покаже, че никой не би могъл да наруши единството на австрийските земи, казва Чарлз Инграо. Вместо това лекото поражение предизвика вълната от нещастия, наречена война за наследството.“ Непосредствената реакция е, че се оформя коалиция срещу Хабсбургите, която предявява претенции за тяхното наследство. През лятото на 1741 г. в мюнхенския дворец Нимфенбург се постига съюз между Бавария, Франция, Испания, Саксония и Савоя, който естествено привлича и Прусия на своя страна. Именно Молвиц кара тези държави да нападнат Австрия, въпреки че са признали Прагматическата санкция – документът, който урежда преминаването на властта от Карл VІ към първородната му дъщеря Мария Терезия. Така силезийската война прераства в общоевропейска.
Молвиц е шок за Мария Терезия и за останалите управляващи във Виена. Именно поражението ги кара да разберат, че имат работа с нова сила, която няма да бъде прогонена лесно от завзетите земи. По-схватливите политици започват да разбират, че на замръзналото силезийско поле се е случила промяна, която ще се развие в съвсем нова политическа ситуация. Това е моментът, който английският посланик описва с думите „Виена е в тъпо отчаяние, но няма сили за страдание“. Молвиц ще предизвика големите реформи на Мария Терезия, които ще върнат блясъка и славата на Австрийската империя.